# Йорданія на літніх Олімпійських іграх 2012
Йорданія на літніх Олімпійських іграх 2012 була представлена у п'яти видах спорту.